# CROSS SUNDAY SUBJECT
CROSS SUNDAY SUBJECT（クロス・サンデー・サブジェクト）は、CROSS FMで放送されていたラジオ番組。放送期間は2007年4月2日-2008年9月28日。放送時間は毎週日曜日7:00-9:30(JST)。北九州（本社）第2スタジオからの生放送。ナビゲーターは鶴田弥生。加えて、数人のコメンテーターが登場する。

## 概要
- 政治、社会、スポーツなどの最新情報をジャーナリスト、新聞記者などをコメンテーターとして迎えて伝えていくジャーナリスティックな番組。
- それらの情報に過去の曲から最新のヒット曲を織り交ぜて放送する。

## 主な出演者
- 鶴田弥生
この番組のメインナビゲーター。同局では前番組「CROSS SUNDAY VIEWS」から引き続き担当。
- 長谷川弘志
この番組ではレギュラーコメンテーターを務める。以前「長谷川ひろし」の名でKBCラジオのアナウンサーを務めていた。また同局ではここ数年、コメンテーターとして他の番組で出演していた。

## コーナー
- FUKUOKA SUBJECT（8:00頃）
長谷川弘志を迎えて（もしくは長谷川が電話で出演）、各界の話題を伝える。
- NEWS鈍感力（8:30頃）
長谷川弘志とジャーナリスト（元朝日新聞記者の中馬清福など）を迎えて（もしくは電話で出演）、政界や社会の話題を議論する。
- TODAY'S SEARCH ENGINE（8:50頃）
毎週毎週ある1つのキーワードをGoogleなどの検索エンジンにかけて出て来た項目や店などを紹介する。
スポンサーはNTT西日本北九州支店。
- CATCH UP SPORTS（9:10頃）
長谷川弘志とスポーツ新聞記者を迎えて（もしくは電話で出演）、スポーツの話題を伝える。

| CROSS FM 日曜朝のワイド番組 | CROSS FM 日曜朝のワイド番組 | CROSS FM 日曜朝のワイド番組 |
| 前番組                      | 番組名                      | 次番組                      |
| --------------------------- | --------------------------- | --------------------------- |
| CROSS SUNDAY VIEWS          | CROSS SUNDAY SUBJECT        | green drive                 |

| スタブアイコン | サブスタブ | この項目は、まだ閲覧者の調べものの参照としては役立たない、ラジオ番組に関連した書きかけの項目です。この項目を加筆・訂正などしてくださる協力者を求めています（P:ラジオ/PJ:放送番組）。 |